# بحره (مکه)

جایگاه بحره بر روی نقشه

بحره (به عربی: بحرة) یک منطقهٔ مسکونی در عربستان سعودی است که در استان مکه واقع شده‌است.